# Fontaines-sur-Saône
Fontaines-sur-Saône is een gemeente in de Franse Métropole de Lyon (regio Auvergne-Rhône-Alpes). De plaats maakt deel uit van het arrondissement Lyon. Fontaines-sur-Saône telde op 1 januari 2022 7.005 inwoners.

## Geografie
De oppervlakte van Fontaines-sur-Saône bedroeg op 1 januari 2022 2,32 vierkante kilometer; de bevolkingsdichtheid was toen 3.019,4 inwoners per km².

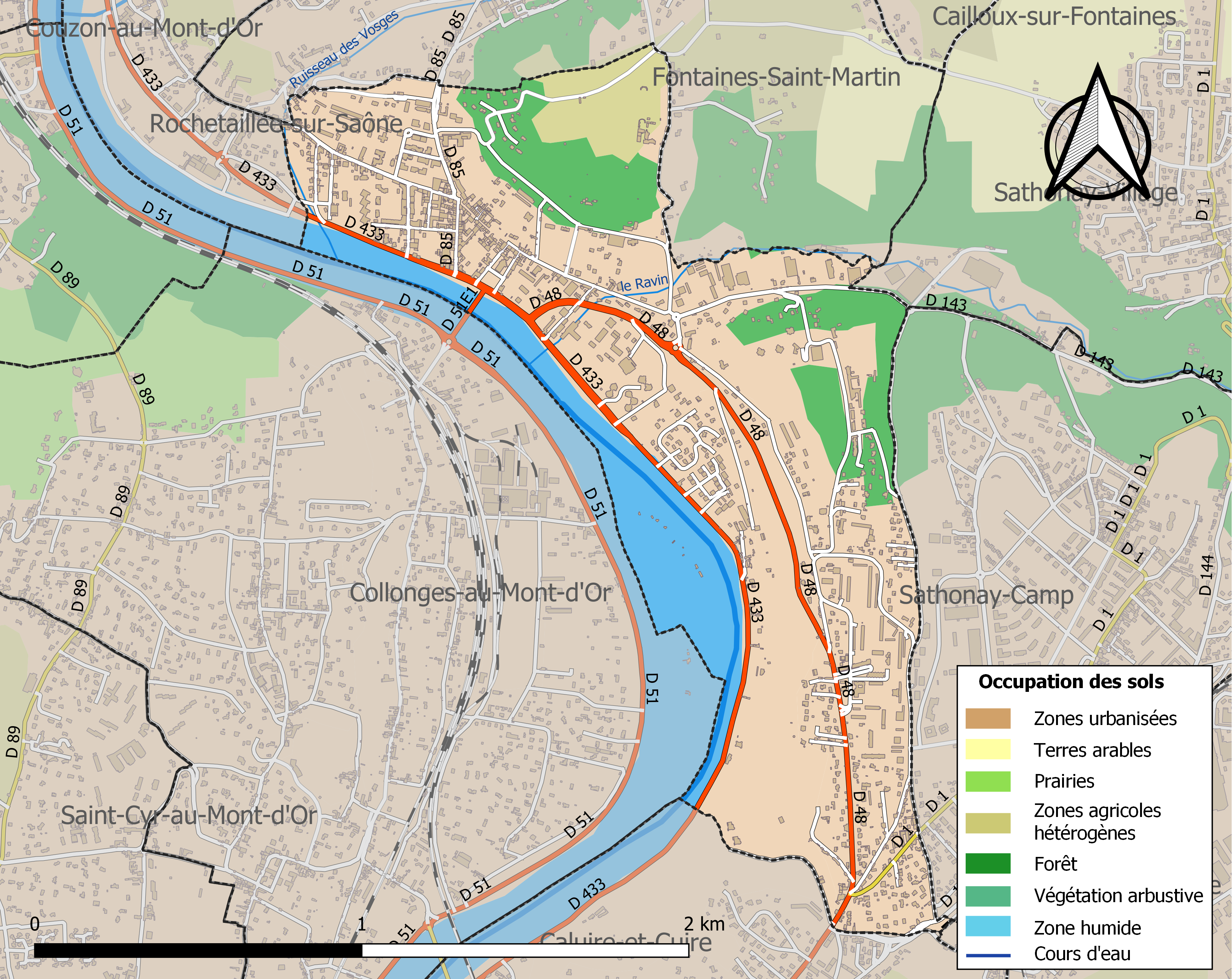
Kaart van de gemeente met de belangrijkste infrastructuur, bodemgebruik en omliggende gemeenten

## Demografie
Onderstaande figuur toont het verloop van het inwonertal (bron: INSEE-tellingen).